# Martin XB-68
Il Martin XB-68 fu un bombardiere medio bimotore a getto sviluppato dall'azienda aeronautica statunitense Glenn L. Martin Company negli anni sessanta del XX secolo e rimasto a livello progettuale. Ideato per ricoprire missioni di bombardamento tattico, non giunse mai alla fase costruttiva.

## Storia del progetto
L'XB-68 fu progettato in risposta alla specifica WS-302 emessa dalla US Air Force per la realizzazione di un nuovo bombardiere tattico che sostituisse la vecchia flotta per il supporto aereo ravvicinato, composta dai Douglas A-26 Invader. Designato Model 316 dalla Martin, assomigliava al F-104 Starfighter in dimensioni ridotte, con ali tozze a forma di diamante e un impennaggio "a T"; la struttura sarebbe stata interamente in acciaio. L'equipaggio comprendeva un operatore pilota-radio e un operatore di sistemi di difesa navigatore-bombardiere, che avrebbero operato in un compartimento pressurizzato, raffreddato da aria di spurgo filtrata dai motori, e un'unità di refrigerazione per il raffreddamento evaporativo ad alta velocità di Mach.
Martin presentò il Model 316 al WS-302 insieme ai progetti rivali di Douglas e North American Aviation nel 1954; l'USAF scelse proprio il progetto Martin. Due prototipi furono ordinati insieme a un esemplare da avviare a prove statiche, un mockup in scala reale fu costruito per l'ispezione da parte dei funzionari dell'USAF. Sebbene l'entrata in servizio dell'XB-68 fosse prevista per i primi anni sessanta, l'impossibilità di racimolare un budget adeguato, i cambi di priorità dell'USAF e problemi con lo sviluppo del sistema di bombardamento e navigazione a guida inerziale, causarono l'annullamento del progetto XB-68, costringendo l'USAF a ripiegare sul Douglas B-66 Destroyer come successore dell'A-26.